# Cupa Albaniei
Cupa Albaniei (albaneză Kupa e Shqipërisë) este o competiție anuală de fotbal din Albania. A fost fondată în 1939 ca „Kupa e Mbretit” (română Cupa Regelui). A fost suspendată după numai un an din cauza izbucnirii celui de-al Doilea Război Mondial. În 1948 a avut loc a doua ediție, sub numele „Kupa e Republikes” (română Cupa Republicii). Astăzi este a doua cea mai importantă competiție de fotbal din Albania după Kategoria superiore.
Câștigătoarea cuperi se califică automat în al doiela tur preliminar din Europa League.

## Performanță după club
| Echipă                                        | Câștigătoare | Finalistă | Ani în care a câștigat                                                                         |
| --------------------------------------------- | ------------ | --------- | ---------------------------------------------------------------------------------------------- |
| KF Tirana                                     | 16           | 9         | 1939, 1963, 1976, 1977, 1983, 1984, 1986, 1994, 1996, 1999, 2001, 2002, 2006, 2011, 2012, 2017 |
| KF Partizani Tirana                           | 15           | 8         | 1948, 1949, 1957, 1958, 1961, 1964, 1966, 1968, 1970, 1973, 1980, 1991, 1993, 1997, 2004       |
| KS Dinamo Tirana                              | 13           | 6         | 1950, 1951, 1952, 1953, 1954, 1960, 1971, 1974, 1978, 1982, 1989, 1990, 2003                   |
| KS Vllaznia Shkoder                           | 6            | 7         | 1965, 1972, 1979, 1981, 1987, 2008                                                             |
| KS Flamurtari Vlorë                           | 4            | 8         | 1985, 1988, 2009, 2014                                                                         |
| Teuta Durres (în trecut ca Lokomotiva Durrës) | 3            | 6         | 1995, 2000, 2005                                                                               |
| KS Besa Kavaje                                | 2            | 6         | 2007, 2010                                                                                     |
| KF Laçi                                       | 2            | 2         | 2013, 2015                                                                                     |
| FK Kukësi                                     | 2            | 2         | 2016, 2019                                                                                     |
| KS Elbasani (în trecut „Labinoti Elbasan”)    | 2            | 1         | 1975, 1992                                                                                     |
| KS Skenderbeu Korce                           | 1            | 5         | 2018                                                                                           |
| KS Apolonia Fier                              | 1            | -         | 1998                                                                                           |
| KS Lushnja (în trecut ca Traktori Lushnje)    | -            | 3         | -                                                                                              |
| KS Tomori Berat                               | -            | 1         | -                                                                                              |
| KS Albpetrol Patos                            | -            | 1         | -                                                                                              |
| KS Bylis Ballsh                               | –            | 1         | –                                                                                              |